# Newton Stewart
Newton Stewart est une ville située dans le Dumfries and Galloway, en Écosse.